# سید محمدحسین کاظمینی بروجردی
سید حسین کاظمینی بروجردی (زاده ۱۰ مرداد ۱۳۳۷ در بروجرد)، روحانی ایرانی، زندانی سیاسی و از مخالفان تئوری ولایت فقیه است. رسانه های حکومت اسلامی ایران می گویند که او مدعی ارتباط با امام زمان است. وی مخالف دخالت دین در سیاست و طرفدار جدایی دین از دولت است کاظمینی بروجردی در مهر ۱۳۸۵ بازداشت و به ۱۱ سال زندان محکوم شد. به گفتهٔ رادیو فردا، کاظمینی بروجردی در آخرین جلسه دادگاه در شهریور ۸۶، به اتهام «محاربه» و «تبلیغ علیه نظام» به تحمل یک سال حبس در تهران و ۱۰ سال زندان و تبعید در شهر یزد محکوم شد.

## فعالیت‌های دینی و سیاسی
سید حسین کاظمینی بروجردی فرزند ارشد سید محمد علی کاظمینی بروجردی از روحانیون تهران است. سید حسین بروجردی در سال ۱۳۵۷ به عنوان امام جماعت مسجد همت‌آباد تهران انتخاب شد. برطبق مطالب سایت شخصی او، وی در قم نزد روحانیونی نظیر سید صادق روحانی، میرزا خلیل کمره‌ای و سید شهاب الدین مرعشی نجفی به تحصیل علوم دینی پرداخت. وی به اختیار در اعتراض به روحانیت حکومتی، خود را خلع لباس نموده و دیگر لباس روحانیت را به تن نمی‌کند. گرچه این طبق گفته‌های سایت شخصی اوست

## دستگیری
کاظمینی بروجردی در سال ۱۳۸۵ به حکم دادگاه ویژه روحانیت و به اتهام «تبلیغ علیه نظام» دستگیر شد. هواداران وی دستگیری را چنین شرح داده‌اند:
با شروع دستگیری هواداران سید حسین کاظمینی بروجردی، توسط نیروی انتظامی و گروه‌های فشار و انتقال آنان به بازداشتگاه، خبر حمله قریب‌الوقوع نیروهای امنیتی به خانه وی در خیابان آزادی تهران بالاگرفت، به‌طوری‌که بسیاری از هواداران و همفکران او با تجمع و حفاظت از خانه وی به‌طور خودجوش مانع از ادامه حملات نیروی انتظامی به خانه‌اش شدند. کاظمینی بروجردی به همراه شماری از هوادارانش بازداشت شد.
هواداران بروجردی که برای جلوگیری از حمله عوامل نیروی انتظامی به وی، به صورت شبانه‌روزی از منزل او حفاظت می‌نمودند. در پی بستن خیابان‌های اطراف منزل ایشان، توسط عوامل حکومت ایران، نیروهای انتظامی و اطلاعاتی با هزاران تن از محافظان خانه وی، بشدت درگیر شده و نهایتاً در روز شنبه ۱۵ مهر ۱۳۸۵ با بالا گرفتن درگیری‌ها، تعداد بسیار زیادی از محافظان وی دستگیر شدند. سایت عصر ایران دستگیری وی را چنین روایت کرده‌است:
حادثه از آن جا آغاز شد که نیروهای پلیس برای دستگیری وی به محل سکونت او مراجعه کردند و با مقاومت بیش از هزار نفر از هوادارانش مواجه شدند تا جایی که این مواجهه به درگیری‌های خشونت بار عوامل نظام همانند پرتاب کوکتل مولوتف و گاز اشک آور کشیده شد. حدود دو ماه قبل دادگاه ویژه روحانیت با ارسال احضاریه‌ای، کاظمینی بروجردی را به اتهام تبلیغ علیه نظام جهت ادای پاره‌ای از توضیحات فراخواند اما وی از حضور در دادگاه سر باز زد و تلاش‌های پیشین پلیس برای دستگیری وی نیز بی‌نتیجه ماند.

## زندان
کاظمینی بروجردی در سال‌های ۱۳۷۴، ۱۳۷۹ و ۱۳۸۴ دستگیر و زندانی شده بود. وی بار دیگر در سال ۱۳۸۵ بازداشت و به ۱۱ سال زندان، به انضمام مصادره اموال محکوم شد. به گزارش رسانه‌ها، او در زندان اوین در شرایط بد جسمی و روحی به سر برده و از حق استفاده از دارو، مرخصی و ملاقات محروم بود. این رسانه‌ها همچنین اعلام می‌دارند که وی در زندان، بارها مورد شکنجه قرار گرفته و به بیمارستان منتقل شده‌است.

### فراخوان عفو بین‌الملل
وی در ۱۵ دیماه ۱۳۹۵ پس از قریب به یازده سال حبس، تحت عنوان مرخصی استعلاجی و با قرار وثیقه سنگین، اجازه ترک زندان را یافت و در حصر خانگی بسر می‌برد.